# Valgu (Märjamaa)
Valgu (Duits: Walck) is een plaats in de Estlandse gemeente Märjamaa, provincie Raplamaa. De plaats heeft de status van dorp (Estisch: küla).

## Bevolking
Het dorp had 240 inwoners op 31 december 2011 en 229 inwoners op 31 december 2021.

## Ligging
Valgu ligt ongeveer halverwege tussen de ‘kleine steden’ (Estisch: alevid) Märjamaa (13 km verwijderd) en Järvakandi (13,5 km verwijderd). De rivier Velise stroomt door het dorp.

## Geschiedenis
Het dorp werd voor het eerst genoemd in 1275 onder de naam Walkede als bezitting van het bisdom Reval (Tallinn). In 1427 was het dorp het centrum van das Gut zu Walkede mit Zubehör, een zelfstandig landgoed. Latere namen voor het landgoed waren Hof Walk in der Wiek (1510; Wiek was een landstreek in West-Estland, die de latere provincie Läänemaa, een deel van het huidige Raplamaa en de eilanden Hiiumaa en Vormsi omvatte), Hof Walkede (1529) en vanaf 1798 Walck. Tot in de 17e eeuw viel het landgoed onder de familie Fahrensbach. Daarna was het achtereenvolgens in handen van de families von Budberg, von Staal, vanaf de vroege 19e eeuw von Uexküll en vanaf 1886 Pilar von Pilchau.
In de jaren 1810-1820 kreeg Walck een landhuis in classicistische stijl met twee woonlagen en een colonnade met zes Ionische zuilen voor de hoofdingang. Tijdens de Revolutie van 1905 werd het landhuis als eerste landhuis in de regio door de opstandelingen platgebrand. Daarna werd het opnieuw opgebouwd, maar nu in een wat soberder stijl, zonder de zuilen. De arbeiders op het landgoed werden gedwongen om aan de wederopbouw mee te werken. Het landhuis wordt omgeven door een park met een oppervlakte van 8 ha, dat doorloopt tot aan de rivier Velise.
De laatste eigenaar voor de onteigening van het landgoed door het onafhankelijk geworden Estland in 1919 was Nikolai Baron Pilar von Pilchau. Na de onteigening mocht hij in het landhuis blijven wonen. In 1938 verkocht hij het landhuis en werd in het gebouw een basisschool gevestigd.
In 1920 had Valgu, het dorp bij het landhuis, de status van nederzetting (Estisch: asundus). In 1977 kreeg ze de status van dorp.